# Siekierzyn (powiat ostrzeszowski)
Siekierzyn – wieś w Polsce położona w województwie wielkopolskim, w powiecie ostrzeszowskim, w gminie Grabów nad Prosną. W latach 1975–1998 miejscowość administracyjnie należała do województwa kaliskiego.
Od 2003 r. odbywa się tutaj festiwal muzyczny "Siekierzyn Fest". 